# Мунтян Іван Олексійович
Іван Олексійович Мунтян (1907 — ?) — радянський діяч, слюсар Григоріопольської МТС Молдавської АРСР. Депутат Верховної Ради СРСР 1-го скликання.

## Життєпис
Освіта початкова.
Кандидат у члени ВКП(б) з 1930 року.
У 1932—1933 роках — голова робітничого комітету радгоспу № 3 Молдавської АРСР.
У 1933—1936 роках — слюсар радгоспів № 2 і № 3 Молдавської АРСР.
З 1936 року — слюсар Григоріопольської машинно-тракторної станції (МТС) Молдавської АРСР.
На 1938 рік — член Верховного суду Молдавської АРСР.